# João Wendhausen
João Wendhausen (Desterro, 27 de janeiro de 1842 — Florianópolis, 29 de dezembro de 1912) foi um militar e político brasileiro.
Filho de Henrique Wendhausen e de Maria Eva Gesser Wendhausen.
Foi alferes da 4ª Companhia do 1º Batalhão de Infantaria da Guarda Nacional do Município de São José (29 de agosto de 1868).
Foi deputado à Assembleia Legislativa Provincial de Santa Catarina na 23ª legislatura (1880 — 1881) e na 24ª legislatura (1882 — 1883).